# Opactwo w Vaucelles
Opactwo w Vaucelles – założone w 1132 przez Bernarda z Clairvaux opactwo cystersów, położone w dolinie Skaldy.

## Historia
Bernard z Clairvaux osobiście położył kamień węgielny pod budowę klasztoru, trzynastej fundacji Clairvaux, 1 sierpnia 1132 na gruntach przekazanych przez feudała Huguesa d'Oisy, właściciela pobliskiej wsi Crèvecœur-sur-l’Escaut. Brak pieniędzy wywołał poważne opóźnienia w budowie, która trwała przez kilka dziesięcioleci (ostateczny koniec prac ogłoszono w 1190). Klasztor należał do ważniejszych ośrodków cysterskich w Europie, przechowywał również relikwie korony cierniowej podarowane przez Ludwika IX Świętego. Kościół klasztorny był zarazem największym kościołem cysterskim, mając 137 metrów długości i 64 szerokości w transepcie przewyższał rozmiarami także wszystkie wielkie katedry francuskie. Opat klasztoru Godescale nakazał również wznieść imponujący pałac dla przeorów klasztoru oraz osobny gmach dla nowicjatu i w rezultacie został skarcony za to, że cały kompleks budynków nie miał wiele wspólnego z deklarowaną przez cystersów regułą skromności i ubóstwa.

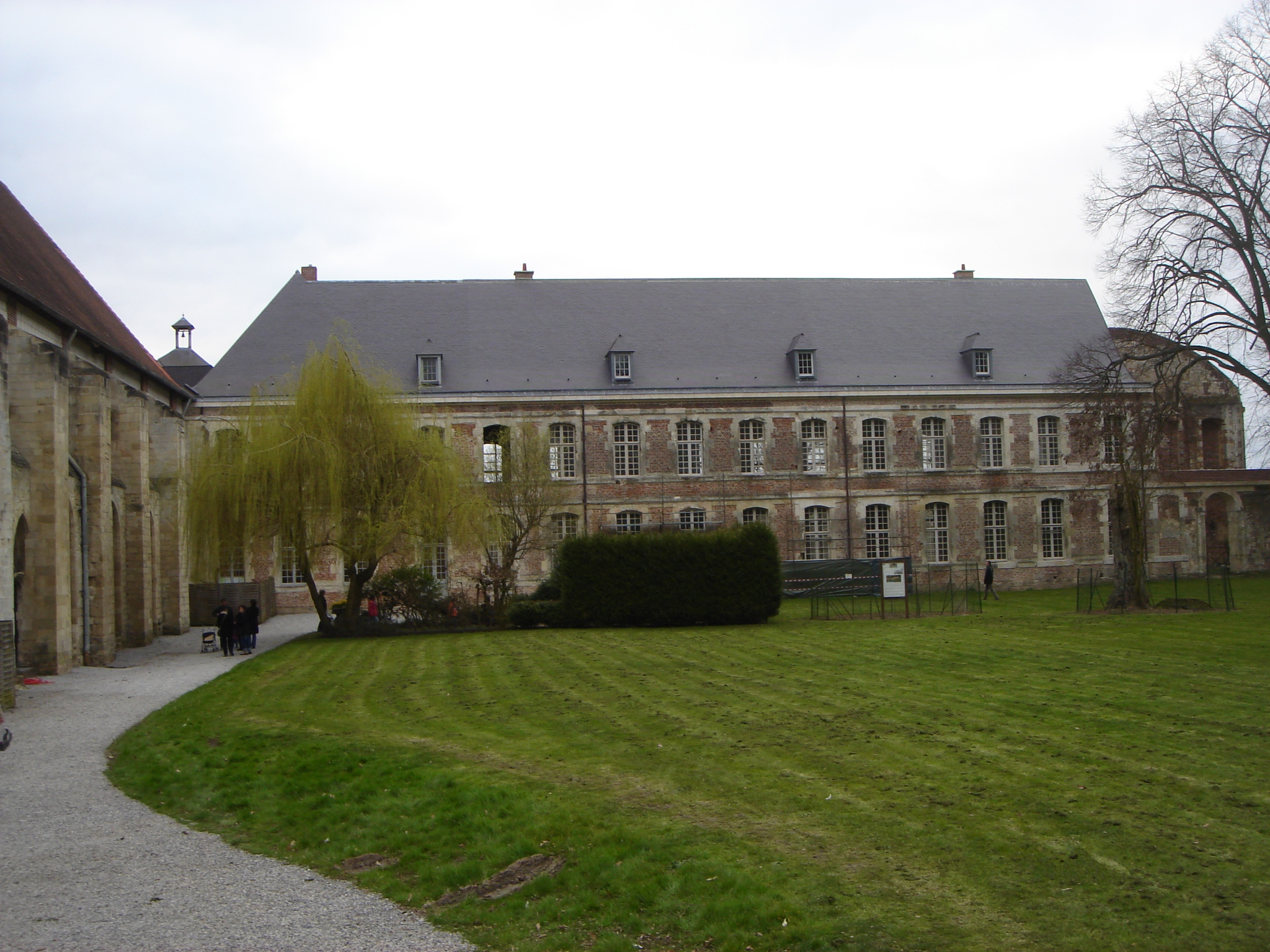
Pałac opata

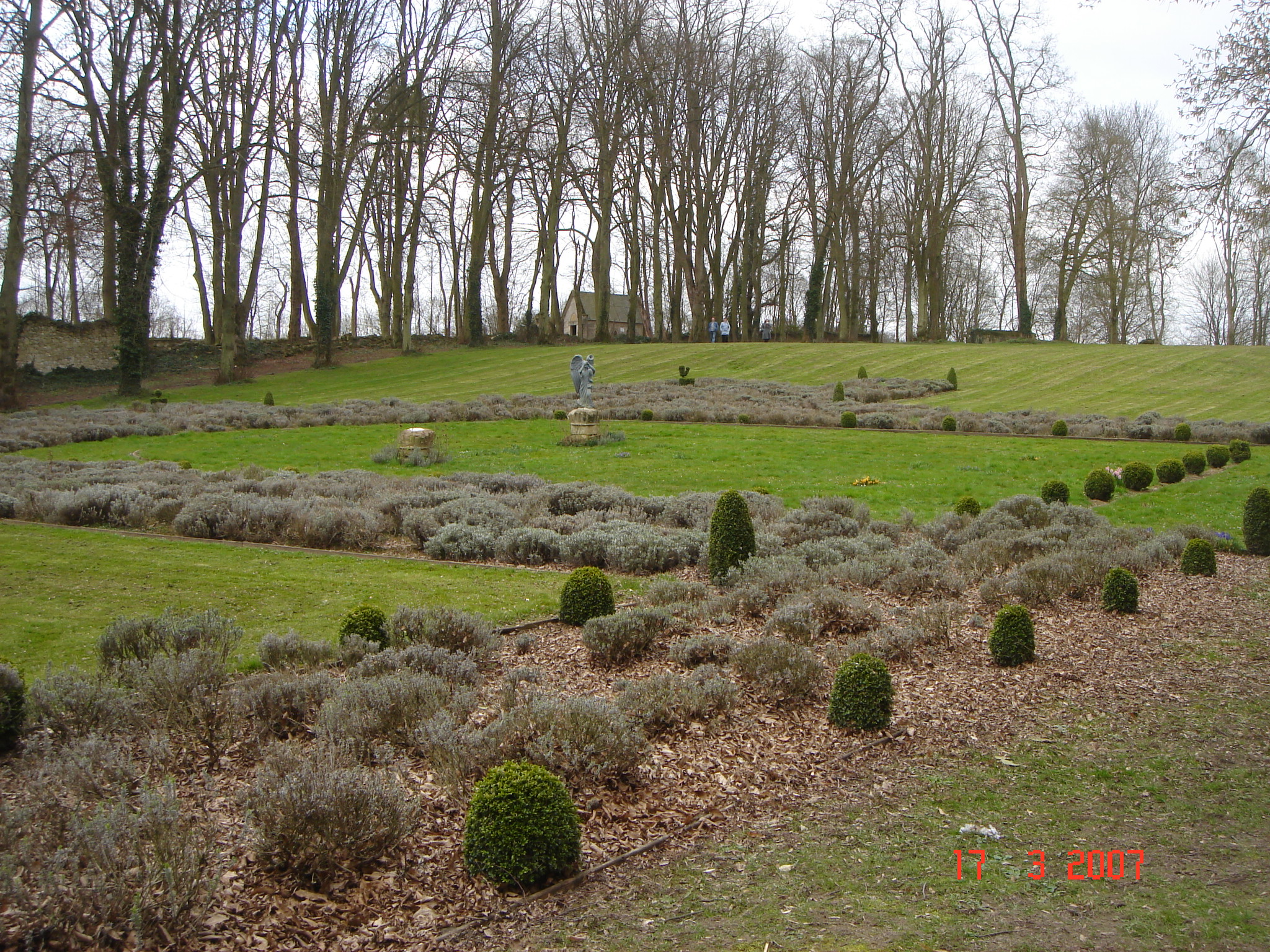
Park klasztorny

Mimo tego, w XIII wieku opat Guillaume de Gand nakazał kolejną rozbudowę klasztoru, którego epoka świetności trwała do wojny stuletniej. Kilkakrotnie zdemolowany przez wojska obydwu stron, klasztor w XV wieku był w opłakanym stanie; remont trwał do wieku XVII. Najlepsze czasy Vaucelles bezpowrotnie już jednak minęły, co wynika z opisów podróżujących po regionie w XVIII w. Na początku tego stulecia część zabudowań zawaliła się. Wreszcie w czasie Wielkiej Rewolucji Francuskiej kościół klasztorny został zagarnięty przez miejscowych hebertystów na nielegalną Świątynię Rozumu. Po jej zamknięciu klasztor został całkowicie porzucony i niszczał przez cały XIX wiek, zaś ostatecznym ciosem dla jego nadal efektownych ruin był pożar w czasie I wojny światowej. Uratowano jedynie ołtarz główny z kościoła, przeniesiony do Cambrai oraz część imponującej biblioteki.
W 1971 klasztor został wykupiony przez inwestora prywatnego, który rozpoczął zachowanych ruin oraz odbudowę klasztoru. Do 2007 udało się odbudować pałac opata, zrekonstruować cztery sale (skryptorium, refektarz, rozmównicę i kapitularz)w zabudowaniach przeznaczonych dla mnichów i zabezpieczyć inne pozostałości przez zarastaniem i niszczeniem. Planowana jest całkowita restauracja kompleksu.
Co roku w marcu na terenie klasztoru w Vaucelles odbywa się wystawa orchidei.

## Architektura
Zabudowania mieszkalne klasztoru mają łącznie 80 metrów długości i 18,50 metra szerokości. Zachowane zabudowania są dwupiętrowe, z półkolistymi oknami, bez zewnętrznych ozdób. Podobną skromnością odznaczają się wnętrza, oparte na kamiennych filarach, z krzyżowo-żebrowymi sklepieniami. Część zachowanych murów klasztornego kościoła posiada jeszcze imponujące ostrołukowe okna z maswerkami.